# Curculio
Curculio är ett släkte av skalbaggar som beskrevs av Carl von Linné 1758. Curculio ingår i familjen vivlar.

## Dottertaxa tillCurculio, i alfabetisk ordning[1][2]
- Curculio abbreviata
- Curculio abbreviatulus
- Curculio abbreviatus
- Curculio abdominalis
- Curculio abietis
- Curculio absinthii
- Curculio acanthoides
- Curculio accipitrinus
- Curculio acephalus
- Curculio acetosae
- Curculio achilleae
- Curculio acridulus
- Curculio aculeatus
- Curculio acuminatus
- Curculio acutidens
- Curculio acutus
- Curculio admonens
- Curculio adspersus
- Curculio adultus
- Curculio aecidii
- Curculio aelothorax
- Curculio aenea
- Curculio aeneopunctatus
- Curculio aeneovirens
- Curculio aeneus
- Curculio aeolothorax
- Curculio aequalis
- Curculio aequatus
- Curculio aeratus
- Curculio aeruginosus
- Curculio aestuans
- Curculio aethiopicus
- Curculio aethiops
- Curculio afer
- Curculio affinis
- Curculio afflatus
- Curculio africanus
- Curculio agricola
- Curculio aino
- Curculio ajugae
- Curculio alauda
- Curculio albator
- Curculio albicans
- Curculio albicaudis
- Curculio albicollis
- Curculio albidus
- Curculio albinus
- Curculio albipes
- Curculio albirostris
- Curculio alboater
- Curculio albofasciatus
- Curculio albolineatus
- Curculio albomaculatus
- Curculio albopictus
- Curculio albopunctatus
- Curculio alboscutellatus
- Curculio albovittatus
- Curculio algirus
- Curculio algonquinus
- Curculio alismatis
- Curculio alliariae
- Curculio alneti
- Curculio alni
- Curculio alpestris
- Curculio alpinus
- Curculio alternans
- Curculio alternatus
- Curculio alutaceus
- Curculio amaurus
- Curculio ambiguus
- Curculio amentorum
- Curculio americanus
- Curculio amicta
- Curculio amictus
- Curculio amoenulus
- Curculio amoenus
- Curculio amputatus
- Curculio amurensis
- Curculio anaglypticus
- Curculio analis
- Curculio analogus
- Curculio anatolicus
- Curculio anchorago
- Curculio aneti
- Curculio anglicanus
- Curculio anguinus
- Curculio angustatus
- Curculio angustus
- Curculio annulatus
- Curculio annuliger
- Curculio anomaloceps
- Curculio antennatus
- Curculio antherinus
- Curculio anthracinus
- Curculio anthriboides
- Curculio antiodontalgicus
- Curculio antirrhini
- Curculio aphanes
- Curculio apiculatus
- Curculio appalachius
- Curculio appendiculatus
- Curculio apricans
- Curculio apterus
- Curculio apus
- Curculio arakawai
- Curculio araneiformis
- Curculio araneus
- Curculio arator
- Curculio arborator
- Curculio arboreti
- Curculio arcticus
- Curculio arctii
- Curculio arcuatus
- Curculio ardesia
- Curculio arenarius
- Curculio argentatus
- Curculio argenteus
- Curculio argus
- Curculio argyrellus
- Curculio argyreus
- Curculio aristatus
- Curculio armadillo
- Curculio armatus
- Curculio armeniacae
- Curculio armiger
- Curculio armigera
- Curculio armillatus
- Curculio armus
- Curculio arquata
- Curculio arquatus
- Curculio artemisiae
- Curculio articulatum
- Curculio articulatus
- Curculio arundinis
- Curculio arvensis
- Curculio ascanii
- Curculio ascendens
- Curculio asellus
- Curculio asper
- Curculio asperatus
- Curculio asperifoliarum
- Curculio assimilis
- Curculio astralagi
- Curculio ater
- Curculio aterrima
- Curculio aterrimus
- Curculio atomarius
- Curculio atramentaria
- Curculio atramentarius
- Curculio atratus
- Curculio atricapillus
- Curculio atriplicis
- Curculio atrirostratus
- Curculio atrirostris
- Curculio atroapterus
- Curculio attelaboides
- Curculio auctus
- Curculio augustus
- Curculio auratus
- Curculio auricephalus
- Curculio aurifer
- Curculio auriger
- Curculio aurivestis
- Curculio aurivilliusi
- Curculio aurobyssus
- Curculio aurora
- Curculio aurulentus
- Curculio austriacus
- Curculio avarus
- Curculio avellanae
- Curculio bacchus
- Curculio bachus
- Curculio baculi
- Curculio badensis
- Curculio barbarus
- Curculio barbatus
- Curculio barbicornis
- Curculio barbirostris
- Curculio barbitus
- Curculio barcelonicus
- Curculio bardanae
- Curculio barkeri
- Curculio basalis
- Curculio basilaris
- Curculio basithorax
- Curculio bavarus
- Curculio beccabungae
- Curculio bellicosus
- Curculio bellus
- Curculio berolinensis
- Curculio betulae
- Curculio betuleti
- Curculio betulinus
- Curculio biappendiculatus
- Curculio bicaudatus
- Curculio bicolor
- Curculio bicornis
- Curculio bicristatus
- Curculio bicruciatus
- Curculio bidens
- Curculio bidentatus
- Curculio bifasciatus
- Curculio bifasciolatus
- Curculio bifoveolatus
- Curculio biglobatus
- Curculio biguttatus
- Curculio bilineatus
- Curculio bimaculatus
- Curculio binodis
- Curculio binodulus
- Curculio binotatus
- Curculio bipunctatus
- Curculio bipustulatus
- Curculio bisignatus
- Curculio bispinosus
- Curculio bispinus
- Curculio bisulcatus
- Curculio bitaeniatus
- Curculio bituberculatus
- Curculio bivittatus
- Curculio blandus
- Curculio blattariae
- Curculio bohemani
- Curculio bohemanni
- Curculio bohemicus
- Curculio bohemus
- Curculio bombina
- Curculio bomfordi
- Curculio bonsdorffi
- Curculio bonsdorfii
- Curculio borealis
- Curculio borraginis
- Curculio bovinus
- Curculio brachycellus
- Curculio brachyptera
- Curculio brachypteros
- Curculio brachypterus
- Curculio brassicae
- Curculio brevicollis
- Curculio brevinasus
- Curculio brevirostris
- Curculio brevis
- Curculio breviscapus
- Curculio bruchoides
- Curculio brunneus
- Curculio brunnipes
- Curculio brunnirostris
- Curculio brunonianus
- Curculio bubalus
- Curculio bucephalus
- Curculio bufo
- Curculio byrrhinus
- Curculio caeruleocephalus
- Curculio caerulescens
- Curculio caeruleus
- Curculio caesius
- Curculio caffer
- Curculio c-album
- Curculio calcar
- Curculio calcaratus
- Curculio calcarifer
- Curculio calidus
- Curculio caliginosus
- Curculio calvus
- Curculio cameleon
- Curculio camelliae
- Curculio camelus
- Curculio camerunus
- Curculio campanulae
- Curculio campestris
- Curculio cana
- Curculio canaliculatus
- Curculio candidatus
- Curculio candidus
- Curculio canescens
- Curculio caninus
- Curculio canus
- Curculio capensis
- Curculio capillatus
- Curculio capistratus
- Curculio capitatus
- Curculio capreae
- Curculio capucinus
- Curculio carbasus
- Curculio carbonaria
- Curculio carbonarius
- Curculio cardiniger
- Curculio carduelis
- Curculio cardui
- Curculio carecti
- Curculio caricis
- Curculio carinatopunctatus
- Curculio carinatus
- Curculio carinthiacus
- Curculio carinula
- Curculio cariosus
- Curculio carniolicus
- Curculio carpini
- Curculio caryae
- Curculio caryatripes
- Curculio caryatrypes
- Curculio caseyi
- Curculio castaneaepumilae
- Curculio castaneus
- Curculio castilianus
- Curculio castor
- Curculio catenulatus
- Curculio caudatus
- Curculio celebesus
- Curculio cenchrus
- Curculio centaureae
- Curculio cephalotes
- Curculio cerasi
- Curculio cerasorum
- Curculio cerberus
- Curculio cervinus
- Curculio cervulinus
- Curculio chalceus
- Curculio chalybaea
- Curculio chalybeus
- Curculio chamaeropis
- Curculio chameleon
- Curculio chevrolati
- Curculio chibi
- Curculio chimaris
- Curculio chinensis
- Curculio chirographus
- Curculio chloris
- Curculio chloroleucus
- Curculio chlorophanus
- Curculio chloropus
- Curculio chlorostigma
- Curculio chloroticus
- Curculio chrysis
- Curculio chrysochlorus
- Curculio chrysomela
- Curculio chrysops
- Curculio chrysopterus
- Curculio chrysorhoeus
- Curculio chrysorrhoeus
- Curculio chrysostictos
- Curculio cicatricosus
- Curculio cinctus
- Curculio cinerascens
- Curculio cinereus
- Curculio cinifer
- Curculio cinnamomeus
- Curculio cinnamomi
- Curculio circulatus
- Curculio circumdatus
- Curculio citrinella
- Curculio clarus
- Curculio clathratus
- Curculio clavatus
- Curculio clavipes
- Curculio clavus
- Curculio cloropus
- Curculio cnemerythrus
- Curculio cnides
- Curculio c-nigrum
- Curculio coarctatus
- Curculio coccineae
- Curculio coccineus
- Curculio coecus
- Curculio coelestinus
- Curculio coeruleocephalus
- Curculio coerulescens
- Curculio coeruleus
- Curculio collaris
- Curculio collignensis
- Curculio colon
- Curculio coloniformis
- Curculio colossus
- Curculio comari
- Curculio commari
- Curculio commodus
- Curculio communis
- Curculio complicatus
- Curculio comus
- Curculio concinnus
- Curculio confertus
- Curculio confluens
- Curculio confucius
- Curculio confusor
- Curculio confusus
- Curculio congoanus
- Curculio conicus
- Curculio conjugalis
- Curculio conmaculatus
- Curculio connata
- Curculio conradti
- Curculio consocius
- Curculio conspersus
- Curculio constrictus
- Curculio contaminatus
- Curculio contractus
- Curculio convexa
- Curculio convexus
- Curculio coracinus
- Curculio cordifer
- Curculio cordiger
- Curculio coriaceus
- Curculio coriarius
- Curculio cornutus
- Curculio coronatus
- Curculio corrugatus
- Curculio corruptor
- Curculio corticalis
- Curculio corticinus
- Curculio corticola
- Curculio corvinus
- Curculio coryli
- Curculio costatus
- Curculio coturnix
- Curculio craccae
- Curculio crassicornis
- Curculio crassipes
- Curculio crassirostris
- Curculio crassus
- Curculio crenatus
- Curculio crenulatus
- Curculio cretaceus
- Curculio cretura
- Curculio cribrarius
- Curculio cribrosus
- Curculio crinitus
- Curculio crispatus
- Curculio crobylus
- Curculio croesus
- Curculio cruciatus
- Curculio crucifer
- Curculio cruciger
- Curculio cruentatus
- Curculio crux
- Curculio cucculatus
- Curculio cultratus
- Curculio cuneatus
- Curculio cuneipennis
- Curculio cuprens
- Curculio cupreoaeneus
- Curculio cupreosquamosus
- Curculio cupreo-squamosus
- Curculio cupreus
- Curculio cuprifer
- Curculio cuprirostris
- Curculio curassaviensis
- Curculio cursor
- Curculio curtus
- Curculio curvatus
- Curculio curvicornis
- Curculio curvipes
- Curculio curvirostris
- Curculio cyaenus
- Curculio cyaneus
- Curculio cyanicollis
- Curculio cyanipes
- Curculio cyanocephalus
- Curculio cylindricollis
- Curculio cylindricus
- Curculio cylindrirostris
- Curculio cylindroides
- Curculio cylindrus
- Curculio cynarae
- Curculio cypri
- Curculio dajakus
- Curculio danicus
- Curculio danubialis
- Curculio davidi
- Curculio daviesi
- Curculio daviesii
- Curculio dealbatus
- Curculio decemnotatus
- Curculio deceptor
- Curculio declivis
- Curculio decorus
- Curculio decurtata
- Curculio decurtatus
- Curculio deflexum
- Curculio deflexus
- Curculio delectans
- Curculio delicatulus
- Curculio denigratus
- Curculio dentatus
- Curculio denticollis
- Curculio denticornis
- Curculio denticulatus
- Curculio dentifer
- Curculio dentipes
- Curculio dentirostris
- Curculio depressirostris
- Curculio depressus
- Curculio derasus
- Curculio desertus
- Curculio deyrollei
- Curculio diadema
- Curculio didymus
- Curculio dieckmanni
- Curculio diffinis
- Curculio difformis
- Curculio digitalis
- Curculio dilatatus
- Curculio dimidiatus
- Curculio diodon
- Curculio dirus
- Curculio discoideus
- Curculio discreticoxis
- Curculio dispar
- Curculio dissimilis
- Curculio distichus
- Curculio distinctus
- Curculio distinguendus
- Curculio diversicornis
- Curculio diversipunctatus
- Curculio dives
- Curculio dolorosa
- Curculio dolorosus
- Curculio dorsalis
- Curculio dorsatus
- Curculio druparum
- Curculio druryanus
- Curculio dryados
- Curculio dubius
- Curculio ducalis
- Curculio dulcis
- Curculio duodecimpunctatus
- Curculio ebeneus
- Curculio echidna
- Curculio echii
- Curculio echinatus
- Curculio echinus
- Curculio electoralis
- Curculio elegans
- Curculio elephas
- Curculio elevatus
- Curculio ellipticus
- Curculio elongatipes
- Curculio elongatulus
- Curculio elongatus
- Curculio emarginatus
- Curculio emeritus
- Curculio enucleator
- Curculio ephippiatus
- Curculio ephippium
- Curculio epilobii
- Curculio epimeralis
- Curculio equestris
- Curculio equiseti
- Curculio eremita
- Curculio erinaceus
- Curculio erraticus
- Curculio erysimi
- Curculio erysinei
- Curculio erythroceros
- Curculio erythrocerus
- Curculio erythroleucos
- Curculio erythrophthalmus
- Curculio erythropterus
- Curculio erythropus
- Curculio esuriens
- Curculio eugeniae
- Curculio exaratus
- Curculio excavatus
- Curculio excisus
- Curculio exclamationis
- Curculio excoriatoniger
- Curculio excoriato-niger
- Curculio excoriatoruber
- Curculio excoriato-ruber
- Curculio exesus
- Curculio exilis
- Curculio exoletus
- Curculio exoticus
- Curculio exsertus
- Curculio exsoletus
- Curculio faber
- Curculio fabricii
- Curculio fagi
- Curculio fallax
- Curculio falsarius
- Curculio famelicus
- Curculio famula
- Curculio famulus
- Curculio farinosa
- Curculio farinosus
- Curculio fascialis
- Curculio fasciatus
- Curculio fascicularis
- Curculio fasciculatus
- Curculio fasciolatus
- Curculio fastuosus
- Curculio fatuus
- Curculio faunus
- Curculio felinus
- Curculio fenestratus
- Curculio ferrugatus
- Curculio ferrugineus
- Curculio festivus
- Curculio festucae
- Curculio ficorum
- Curculio filiformis
- Curculio filirostris
- Curculio fimbriata
- Curculio fimbriatus
- Curculio flabellipes
- Curculio flavescens
- Curculio flaviceps
- Curculio flavipes
- Curculio flavoarcuatus
- Curculio flavocinctus
- Curculio flavodorsalis
- Curculio flavomaculatus
- Curculio flavoscutellatus
- Curculio flexitibia
- Curculio floccosus
- Curculio floralis
- Curculio florentinus
- Curculio floricola
- Curculio floriger
- Curculio florilegus
- Curculio foliorum
- Curculio formicarius
- Curculio formosus
- Curculio forsteri
- Curculio forticornis
- Curculio fossarum
- Curculio foveolatus
- Curculio fragariae
- Curculio fragarius
- Curculio fraxini
- Curculio frigidus
- Curculio frit
- Curculio fritillum
- Curculio friulicus
- Curculio frontalis
- Curculio fructuum
- Curculio frugilegus
- Curculio frumentarius
- Curculio fruticulosus
- Curculio fulgens
- Curculio fuliginosus
- Curculio fullo
- Curculio fulvicornis
- Curculio fulvipes
- Curculio fulvirostris
- Curculio fulvus
- Curculio fumosus
- Curculio funebris
- Curculio funerea
- Curculio funereus
- Curculio funestus
- Curculio funicularis
- Curculio fuscatus
- Curculio fuscicornis
- Curculio fuscipes
- Curculio fuscirostris
- Curculio fuscocinereus
- Curculio fuscomaculatus
- Curculio fuscovarius
- Curculio fuscus
- Curculio fusifer
- Curculio gagates
- Curculio gagathes
- Curculio gages
- Curculio galbula
- Curculio galleruca
- Curculio gallina
- Curculio geerii
- Curculio gemellatus
- Curculio geminatus
- Curculio gemmatus
- Curculio gemmellatus
- Curculio gemmulatus
- Curculio geniculatus
- Curculio gentilis
- Curculio geoffroaei
- Curculio geographicus
- Curculio geranii
- Curculio germanus
- Curculio germari
- Curculio gibba
- Curculio gibber
- Curculio gibbosus
- Curculio gibbus
- Curculio gigas
- Curculio giraffa
- Curculio glaber
- Curculio glabra
- Curculio glabratus
- Curculio glabrirostris
- Curculio glacialis
- Curculio glandifer
- Curculio glandium
- Curculio glaucinus
- Curculio glaucus
- Curculio glis
- Curculio globatus
- Curculio globifer
- Curculio globiventris
- Curculio globosus
- Curculio globularis
- Curculio globulus
- Curculio glyphicus
- Curculio glypticus
- Curculio goertzensis
- Curculio goerzensis
- Curculio gracilipes
- Curculio gracilis
- Curculio gramineus
- Curculio graminicola
- Curculio graminis
- Curculio grammicus
- Curculio granarius
- Curculio granosus
- Curculio granulatus
- Curculio granulosus
- Curculio gratiosus
- Curculio gravis
- Curculio gressorius
- Curculio griseoaencus
- Curculio griseoaeneus
- Curculio griseoapterus
- Curculio griseolus
- Curculio griseopunctatus
- Curculio griseosericeus
- Curculio griseus
- Curculio grissonus
- Curculio grus
- Curculio gryphorrhynchus
- Curculio gryphus
- Curculio grypus
- Curculio guineensis
- Curculio gulosus
- Curculio guttatus
- Curculio guttula
- Curculio gyllenhali
- Curculio gyllenhalii
- Curculio haematocerus
- Curculio haematopus
- Curculio haemorrhoidalis
- Curculio haemorrhous
- Curculio haeruatopus
- Curculio hancocki
- Curculio harcyniae
- Curculio hariolus
- Curculio haroldi
- Curculio hastile
- Curculio haustellatus
- Curculio hebes
- Curculio hebetatus
- Curculio helvetica
- Curculio hemipterus
- Curculio herbsti
- Curculio herbstii
- Curculio hercyniae
- Curculio herthus
- Curculio heteroclitus
- Curculio heterofunicularis
- Curculio hilaris
- Curculio hilgendorfi
- Curculio hima
- Curculio hinnuleus
- Curculio hinnulus
- Curculio hirsutulus
- Curculio hirticollis
- Curculio hirticornis
- Curculio hirtus
- Curculio hispanus
- Curculio hispidulus
- Curculio hispidus
- Curculio histrionicus
- Curculio histrix
- Curculio hololeucus
- Curculio holomelanus
- Curculio holosericeus
- Curculio honorus
- Curculio hornus
- Curculio horridus
- Curculio hortorum
- Curculio hortulanus
- Curculio hostilis
- Curculio hsifanus
- Curculio humeralis
- Curculio humilis
- Curculio hungaricus
- Curculio hybridus
- Curculio hydrolapathi
- Curculio hypocyanus
- Curculio hypoleuca
- Curculio hypoleucus
- Curculio hypsigaster
- Curculio hystrix
- Curculio iaceae
- Curculio iamaicensis
- Curculio iberis
- Curculio ibis
- Curculio icosandriae
- Curculio ictor
- Curculio ignavus
- Curculio ignobilis
- Curculio ilicis
- Curculio illaesus
- Curculio imitator
- Curculio immunis
- Curculio imperialis
- Curculio impressus
- Curculio impunctatus
- Curculio inaccessus
- Curculio inaequalis
- Curculio incandescens
- Curculio incanescens
- Curculio incanus
- Curculio incineratus
- Curculio incisus
- Curculio incognita
- Curculio incognitus
- Curculio inconspectus
- Curculio incultus
- Curculio incurvus
- Curculio inderiensis
- Curculio indigena
- Curculio indigens
- Curculio indus
- Curculio inermis
- Curculio iners
- Curculio infaustus
- Curculio infernalis
- Curculio infidus
- Curculio infirmus
- Curculio inflexus
- Curculio infossor
- Curculio infuscatus
- Curculio innocuus
- Curculio innoxius
- Curculio innubus
- Curculio inquilinus
- Curculio inquinatus
- Curculio inquisitor
- Curculio inspectatus
- Curculio insulanus
- Curculio integer
- Curculio interlineatus
- Curculio intermedius
- Curculio interruptus
- Curculio intersectus
- Curculio interstitialis
- Curculio intricatus
- Curculio inustus
- Curculio inusus
- Curculio invasor
- Curculio iota
- Curculio iowensis
- Curculio ireos
- Curculio iris
- Curculio irregularis
- Curculio irrisus
- Curculio irritans
- Curculio irroratus
- Curculio isawakii
- Curculio ischnoclavatus
- Curculio jacea
- Curculio jaceae
- Curculio jamaicensis
- Curculio japonensis
- Curculio japonicus
- Curculio jota
- Curculio jucundus
- Curculio junceus
- Curculio jungermanniae
- Curculio juniperi
- Curculio juvencus
- Curculio kiangsuicus
- Curculio kinabaluanus
- Curculio koreanus
- Curculio labilis
- Curculio lacaena
- Curculio lacerta
- Curculio lacertosus
- Curculio lacteus
- Curculio lacunosus
- Curculio laetus
- Curculio laevigatus
- Curculio lamii
- Curculio lanatus
- Curculio laniger
- Curculio lanipes
- Curculio lanuginosus
- Curculio lapadi
- Curculio lapathi
- Curculio lapidarius
- Curculio lar
- Curculio lasius
- Curculio lateralis
- Curculio lateristrigosus
- Curculio lathami
- Curculio laticollis
- Curculio latirostris
- Curculio latro
- Curculio latus
- Curculio laudabilis
- Curculio lemnae
- Curculio lemniscatus
- Curculio lepidopterus
- Curculio lepidotus
- Curculio lepidus
- Curculio leprosus
- Curculio leptocerus
- Curculio leptoclavatus
- Curculio leskii
- Curculio leucaspis
- Curculio leucogaster
- Curculio leucographus
- Curculio leucon
- Curculio leucostigma
- Curculio leucozonius
- Curculio levistici
- Curculio licinus
- Curculio lignarius
- Curculio ligneus
- Curculio ligustici
- Curculio lima
- Curculio limbatus
- Curculio limosus
- Curculio linariae
- Curculio linearis
- Curculio lineatus
- Curculio lineellus
- Curculio lineola
- Curculio lineolaalba
- Curculio lineolatus
- Curculio linzensis
- Curculio litigiosus
- Curculio litura
- Curculio lividus
- Curculio longiclavis
- Curculio longicollis
- Curculio longicornis
- Curculio longidens
- Curculio longimanus
- Curculio longinasus
- Curculio longipennis
- Curculio longipes
- Curculio longitudinalis
- Curculio longus
- Curculio lonicerae
- Curculio luctuosus
- Curculio ludificans
- Curculio lugens
- Curculio lugubris
- Curculio lunatus
- Curculio lundi
- Curculio lundii
- Curculio lurcans
- Curculio luridus
- Curculio lusitanicus
- Curculio luteicornis
- Curculio luteus
- Curculio lutosus
- Curculio luxurians
- Curculio lymexylon
- Curculio lynceus
- Curculio lythri
- Curculio macellarius
- Curculio macer
- Curculio macilentus
- Curculio macroceros
- Curculio macrodon
- Curculio macrophthalmus
- Curculio macropus
- Curculio maculaalba
- Curculio macula-alba
- Curculio macula-nigra
- Curculio macularius
- Curculio maculatus
- Curculio maculicornis
- Curculio maculosus
- Curculio madagassus
- Curculio madidus
- Curculio majalis
- Curculio major
- Curculio mali
- Curculio malvae
- Curculio mandibularis
- Curculio manducus
- Curculio mangiferae
- Curculio mannus
- Curculio manoba
- Curculio margarita
- Curculio margaritaceus
- Curculio marginatus
- Curculio marginellus
- Curculio maricatus
- Curculio maritimus
- Curculio marmoratus
- Curculio marmoreus
- Curculio marshalli
- Curculio marshami
- Curculio mastersi
- Curculio mastix
- Curculio mastodon
- Curculio mastos
- Curculio maurus
- Curculio maxillosum
- Curculio maxillosus
- Curculio meditabundus
- Curculio medius
- Curculio megerlei
- Curculio melaleucus
- Curculio melancholicus
- Curculio melanocardia
- Curculio melanocardius
- Curculio melanocephalus
- Curculio melanogrammus
- Curculio melanophthalmus
- Curculio melanopterus
- Curculio melanopus
- Curculio melanorhynchus
- Curculio melanostictus
- Curculio melanostigma
- Curculio melas
- Curculio meleagris
- Curculio meles
- Curculio mendicus
- Curculio mercator
- Curculio mercurialis
- Curculio messor
- Curculio metallinus
- Curculio meticulosus
- Curculio meyerlaei
- Curculio micans
- Curculio microdon
- Curculio microsus
- Curculio miles
- Curculio miliaris
- Curculio minimus
- Curculio minusculus
- Curculio minutissimus
- Curculio minutus
- Curculio mirabilis
- Curculio misellus
- Curculio missionis
- Curculio mistothes
- Curculio mixtus
- Curculio modestus
- Curculio moerens
- Curculio moestus
- Curculio molitor
- Curculio mollicomus
- Curculio mollis
- Curculio molossus
- Curculio momunganus
- Curculio momus
- Curculio monachus
- Curculio monedula
- Curculio monopterus
- Curculio monostigma
- Curculio montanus
- Curculio monticola
- Curculio montivagus
- Curculio moratus
- Curculio morbillator
- Curculio morbillosus
- Curculio morio
- Curculio morogorus
- Curculio motschulskyi
- Curculio mucidus
- Curculio mucoreus
- Curculio mucronatus
- Curculio mucropherus
- Curculio muelleri
- Curculio multicolor
- Curculio multidentatus
- Curculio multifasciatus
- Curculio multiguttatus
- Curculio multipunctatus
- Curculio muralis
- Curculio murex
- Curculio muricatus
- Curculio murinus
- Curculio mus
- Curculio mustela
- Curculio mutabilis
- Curculio mutilata
- Curculio mutilatus
- Curculio myrmecodes
- Curculio myrmex
- Curculio naevius
- Curculio nanulus
- Curculio nanus
- Curculio napobrassicae
- Curculio nasicus
- Curculio nassiformis
- Curculio nasutus
- Curculio nebulosus
- Curculio negrosensis
- Curculio nemoralis
- Curculio nemoreus
- Curculio nenuphar
- Curculio neophytes
- Curculio neophytis
- Curculio nephele
- Curculio nereis
- Curculio nervosus
- Curculio nigellus
- Curculio niger
- Curculio nigra
- Curculio nigricans
- Curculio nigriclavis
- Curculio nigricollis
- Curculio nigrifrons
- Curculio nigrinus
- Curculio nigrirostris
- Curculio nigrita
- Curculio nigrivittis
- Curculio nigrocapitatus
- Curculio nigrocinereus
- Curculio nigrofasciatus
- Curculio nigrogibbosus
- Curculio nigrolineatus
- Curculio nigromaculatus
- Curculio nigromarginalis
- Curculio nigrospinosus
- Curculio nigrostriatus
- Curculio nigrosuturatus
- Curculio nigrovarius
- Curculio niloticus
- Curculio nitens
- Curculio nitidula
- Curculio nitidulus
- Curculio nivatus
- Curculio niveopictus
- Curculio niveus
- Curculio nivosus
- Curculio nobilior
- Curculio nobilis
- Curculio noctis
- Curculio nodosus
- Curculio nodulosus
- Curculio nomas
- Curculio normatus
- Curculio norvegicus
- Curculio nota
- Curculio notatus
- Curculio notonchus
- Curculio noveboracensis
- Curculio novemdecimpunctatus
- Curculio novemdecimpunctaus
- Curculio novemlineatus
- Curculio novempunctatus
- Curculio novoboracensis
- Curculio nubifer
- Curculio nubilifer
- Curculio nubilus
- Curculio nucum
- Curculio numenius
- Curculio nusci
- Curculio nycthemerus
- Curculio obesus
- Curculio obliquatus
- Curculio obliquus
- Curculio obliteratus
- Curculio oblongus
- Curculio obscurus
- Curculio obsoletus
- Curculio obstrictus
- Curculio obtentus
- Curculio obtusus
- Curculio occator
- Curculio occidentis
- Curculio ocellatus
- Curculio ochreatus
- Curculio ochropus
- Curculio ochrosuturalis
- Curculio octoguttatus
- Curculio octolineatus
- Curculio octomaculatus
- Curculio octopunctatus
- Curculio octotuberculatus
- Curculio ocularis
- Curculio oedematosus
- Curculio olens
- Curculio oleraceus
- Curculio olivaceus
- Curculio oliviensis
- Curculio olyra
- Curculio omogeron
- Curculio oniscus
- Curculio onopordi
- Curculio opacus
- Curculio opalus
- Curculio ophthalmicus
- Curculio opiparus
- Curculio optatus
- Curculio orbatus
- Curculio orbicularis
- Curculio orbitalis
- Curculio ordinatus
- Curculio orientalis
- Curculio ornaticollis
- Curculio ornatus
- Curculio orobistus
- Curculio orontii
- Curculio orthorhynchus
- Curculio oryzae
- Curculio ovalis
- Curculio ovatulum
- Curculio ovatulus
- Curculio ovatus
- Curculio ovulum
- Curculio oxalidis
- Curculio oxalis
- Curculio oxyacanthae
- Curculio pabulinus
- Curculio padi
- Curculio paganus
- Curculio palembangus
- Curculio pales
- Curculio pallens
- Curculio palliatus
- Curculio pallidactylus
- Curculio pallidus
- Curculio palmarum
- Curculio palmes
- Curculio palustris
- Curculio pandura
- Curculio panthaicus
- Curculio pantherinus
- Curculio papillaris
- Curculio parallelepipedus
- Curculio parallelus
- Curculio paraplecticus
- Curculio parapleurus
- Curculio parasita
- Curculio pardalis
- Curculio pardus
- Curculio parisinus
- Curculio parochus
- Curculio parvicollis
- Curculio parvidens
- Curculio parvulus
- Curculio passerinus
- Curculio pastinacae
- Curculio pauperatus
- Curculio pectoralis
- Curculio pedemontanus
- Curculio pedestris
- Curculio pedicularius
- Curculio pegaso
- Curculio pellitus
- Curculio pellostictos
- Curculio pellucens
- Curculio penicellus
- Curculio penicillatus
- Curculio penicillus
- Curculio pensylvanicus
- Curculio perakanus
- Curculio percussor
- Curculio perdix
- Curculio peregrinus
- Curculio perexilis
- Curculio perforator
- Curculio pericarpius
- Curculio perlatus
- Curculio permutatus
- Curculio pernix
- Curculio perpendicularis
- Curculio perpensus
- Curculio perscitus
- Curculio persicae
- Curculio perspicax
- Curculio pertinax
- Curculio petro
- Curculio phaeorhynchus
- Curculio phaeorynchus
- Curculio phalangium
- Curculio phellandrii
- Curculio phenax
- Curculio phlegmatica
- Curculio phlegmaticus
- Curculio phyllocola
- Curculio pica
- Curculio picatus
- Curculio picea
- Curculio piceae
- Curculio piceus
- Curculio picicornis
- Curculio picipes
- Curculio picirostris
- Curculio pictus
- Curculio picumnus
- Curculio picus
- Curculio piger
- Curculio pigmaeus
- Curculio pilaris
- Curculio pilicornis
- Curculio pilistrius
- Curculio pillularius
- Curculio pilosellus
- Curculio pilosulus
- Curculio pilosus
- Curculio pilularius
- Curculio pimelioides
- Curculio pimeloides
- Curculio pinastri
- Curculio pineti
- Curculio pinetorum
- Curculio pinguis
- Curculio pini
- Curculio piniperda
- Curculio piniphilus
- Curculio piri
- Curculio piricola
- Curculio placidus
- Curculio plagiatus
- Curculio planatus
- Curculio planirostris
- Curculio plantaginis
- Curculio plantaris
- Curculio planus
- Curculio platina
- Curculio plebeius
- Curculio plebejus
- Curculio pleuroleucus
- Curculio pleurostigma
- Curculio plicatus
- Curculio plumbeus
- Curculio plumipes
- Curculio pluto
- Curculio plutonius
- Curculio politus
- Curculio pollinarius
- Curculio pollineus
- Curculio pollinis
- Curculio pollinosus
- Curculio polygoni
- Curculio polygranosus
- Curculio pomonae
- Curculio pomorum
- Curculio populi
- Curculio populneus
- Curculio porcatus
- Curculio porcellus
- Curculio porculatus
- Curculio porculus
- Curculio porifer
- Curculio porrectus
- Curculio postscutellaris
- Curculio praecox
- Curculio praeteritus
- Curculio prasina
- Curculio prasinus
- Curculio primita
- Curculio primitus
- Curculio prismatifer
- Curculio proboscideus
- Curculio prodigus
- Curculio productus
- Curculio propinquus
- Curculio proprius
- Curculio proteus
- Curculio pruinosus
- Curculio pruni
- Curculio pseudacori
- Curculio pseudogrypus
- Curculio psittacus
- Curculio ptinoides
- Curculio puber
- Curculio pubescens
- Curculio pudicus
- Curculio pugnax
- Curculio pulchellus
- Curculio pulcher
- Curculio pulex
- Curculio pulicarius
- Curculio pullus
- Curculio pultiaris
- Curculio pulvereus
- Curculio pulverulentus
- Curculio pulviger
- Curculio punctator
- Curculio punctatulus
- Curculio punctatum
- Curculio punctatus
- Curculio punctiger
- Curculio punctulatus
- Curculio punctulum
- Curculio punctum
- Curculio punctumalbum
- Curculio punctum-album
- Curculio pupillator
- Curculio pupillatus
- Curculio purpurascens
- Curculio purpureus
- Curculio pusio
- Curculio pustularis
- Curculio pygmaea
- Curculio pygmaeus
- Curculio pylzovi
- Curculio pyraster
- Curculio pyri
- Curculio pyrrhoceras
- Curculio pyrrhodactyla
- Curculio pyrrhodactylus
- Curculio pyrrhorhynchus
- Curculio pysio
- Curculio q-griseae
- Curculio quadratus
- Curculio quadricornis
- Curculio quadricuspis
- Curculio quadridens
- Curculio quadridentatus
- Curculio quadrigibbus
- Curculio quadriguttatus
- Curculio quadrilineatus
- Curculio quadrilis
- Curculio quadrillus
- Curculio quadrimaculatus
- Curculio quadrinotatus
- Curculio quadripunctatus
- Curculio quadripustulata
- Curculio quadripustulatus
- Curculio quadrispinosus
- Curculio quadrituberculatus
- Curculio quadrivittatus
- Curculio quaesitus
- Curculio quagga
- Curculio quatuordecimpunctatus
- Curculio quercicola
- Curculio quercinus
- Curculio quercivorus
- Curculio quercus
- Curculio querneus
- Curculio quincunx
- Curculio quindecimpunctatus
- Curculio quinquelineatus
- Curculio quinquemaculatus
- Curculio quinquepunctatus
- Curculio radiatus
- Curculio radiolus
- Curculio radula
- Curculio rana
- Curculio ranauus
- Curculio raphani
- Curculio raucus
- Curculio rectangulus
- Curculio rectirostris
- Curculio rectitibialis
- Curculio rectus
- Curculio recurvus
- Curculio regalis
- Curculio regensteinensis
- Curculio reichei
- Curculio reitteri
- Curculio religiosus
- Curculio repandus
- Curculio resedae
- Curculio resinosus
- Curculio reticulatus
- Curculio retusus
- Curculio rhacusensis
- Curculio rhaeticus
- Curculio rhamni
- Curculio rhedi
- Curculio rhei
- Curculio rhinomacer
- Curculio rhododactylus
- Curculio rhodopus
- Curculio rhombus
- Curculio rhynchoceros
- Curculio ribesii
- Curculio ribis
- Curculio rigidus
- Curculio rinchocerus
- Curculio rivulosus
- Curculio robiniae
- Curculio roboris
- Curculio robustus
- Curculio roelofsi
- Curculio roeseli
- Curculio roeselii
- Curculio roeselin
- Curculio rohrii
- Curculio roralis
- Curculio roreus
- Curculio roridus
- Curculio rosae
- Curculio rosarum
- Curculio rostellum
- Curculio rostratus
- Curculio rostrum
- Curculio rotundatus
- Curculio rubellus
- Curculio ruber
- Curculio rubetra
- Curculio rubi
- Curculio rubicundus
- Curculio rubidus
- Curculio rubifer
- Curculio rubigineus
- Curculio rubiginosus
- Curculio rubricollis
- Curculio rubripes
- Curculio rufescens
- Curculio ruficlavis
- Curculio ruficollis
- Curculio ruficornis
- Curculio ruficristatus
- Curculio ruficrus
- Curculio rufimanus
- Curculio rufipes
- Curculio rufirostris
- Curculio rufofasciatus
- Curculio rufosignatus
- Curculio rufulus
- Curculio rufus
- Curculio rugatus
- Curculio rugicollis
- Curculio rugifrons
- Curculio rugosissimus
- Curculio rugosostriatus
- Curculio rugosus
- Curculio rugulosus
- Curculio rumicis
- Curculio rusci
- Curculio rusticus
- Curculio rutilans
- Curculio s
- Curculio sabulosus
- Curculio sagittarius
- Curculio saisanensis
- Curculio sakaguchii
- Curculio salicariae
- Curculio saliceti
- Curculio salicinus
- Curculio salicis
- Curculio salicivorus
- Curculio salicti
- Curculio saltator
- Curculio saltatoralni
- Curculio saltatorsalicis
- Curculio saltatorsegetis
- Curculio saltatorulmi
- Curculio salviae
- Curculio samaranus
- Curculio sanctus
- Curculio sanguineus
- Curculio sanguinicollis
- Curculio sanguinirostris
- Curculio sanguinolentus
- Curculio sannio
- Curculio sauteri
- Curculio sayi
- Curculio scaber
- Curculio scabratus
- Curculio scabricollis
- Curculio scabriculus
- Curculio scabriusculus
- Curculio scabrosus
- Curculio scalaris
- Curculio scalptor
- Curculio scanicus
- Curculio schneideri
- Curculio schoenherri
- Curculio schonherri
- Curculio scirpi
- Curculio sciurus
- Curculio scolopaceus
- Curculio scopolii
- Curculio scorpio
- Curculio scortillum
- Curculio scrobiculatus
- Curculio scrophulariae
- Curculio scrophularis
- Curculio scrutator
- Curculio scutellaris
- Curculio scutellatus
- Curculio scutellumalbum
- Curculio scyndaphus
- Curculio sedecimpunctatus
- Curculio segetis
- Curculio seleneus
- Curculio sellatus
- Curculio semicirculifer
- Curculio semicolon
- Curculio semicylindricus
- Curculio semilunaris
- Curculio semilunifer
- Curculio seminulum
- Curculio semipunctatus
- Curculio senegalensis
- Curculio senex
- Curculio senilis
- Curculio sensitivus
- Curculio sepicola
- Curculio sepidoides
- Curculio septemguttatus
- Curculio septemtrionis
- Curculio septentrionis
- Curculio sericans
- Curculio sericeus
- Curculio servus
- Curculio setosicornis
- Curculio setosus
- Curculio setulosus
- Curculio sexdecimpunctatus
- Curculio sexguttatus
- Curculio sexmaculatus
- Curculio sexpunctatus
- Curculio sexspinosus
- Curculio sexstriatus
- Curculio sexvittatus
- Curculio shelfordi
- Curculio shigizo
- Curculio sibiricus
- Curculio sibuyanus
- Curculio signatus
- Curculio sikkimensis
- Curculio silenus
- Curculio silesiacus
- Curculio silphoides
- Curculio similis
- Curculio simillimus
- Curculio simius
- Curculio simo
- Curculio simplex
- Curculio simus
- Curculio singularis
- Curculio sinuatus
- Curculio sisymbrii
- Curculio smaragdulus
- Curculio solani
- Curculio solitarius
- Curculio solivagus
- Curculio sommeri
- Curculio sorbi
- Curculio sordidus
- Curculio spadix
- Curculio sparsellus
- Curculio sparsus
- Curculio spartii
- Curculio speciosus
- Curculio spectabilis
- Curculio spectrum
- Curculio spencei
- Curculio spengleri
- Curculio sphacelatus
- Curculio sphacellatus
- Curculio sphaeroides
- Curculio spinifer
- Curculio spinifex
- Curculio spiniger
- Curculio spinimanus
- Curculio spinipes
- Curculio spinosa
- Curculio spinosus
- Curculio spinulosus
- Curculio splendidulus
- Curculio splendidus
- Curculio sprengleri
- Curculio spretus
- Curculio squalidus
- Curculio squamifer
- Curculio squamiger
- Curculio squamosus
- Curculio squamulata
- Curculio squamulatus
- Curculio squamulosus
- Curculio statua
- Curculio stellifer
- Curculio sticticus
- Curculio stigma
- Curculio stolatus
- Curculio stolidus
- Curculio stramineoplagiatus
- Curculio stramineus
- Curculio striatellus
- Curculio striatirostris
- Curculio striatodenticulatus
- Curculio striatopunctatus
- Curculio striatula
- Curculio striatulus
- Curculio striatus
- Curculio strictus
- Curculio striga
- Curculio strigiosus
- Curculio strigirostris
- Curculio strigosus
- Curculio stritos
- Curculio strix
- Curculio strumosus
- Curculio stultus
- Curculio stupidus
- Curculio sturnus
- Curculio stygius
- Curculio styracis
- Curculio subater
- Curculio subclavatus
- Curculio subfasciatus
- Curculio subfuscosignatus
- Curculio subfuscus
- Curculio subglobosus
- Curculio submaculatus
- Curculio subpartitus
- Curculio subrotundus
- Curculio subrufus
- Curculio subsulcatus
- Curculio succinctus
- Curculio suecicus
- Curculio suillus
- Curculio sulcatulus
- Curculio sulcatus
- Curculio sulcicollis
- Curculio sulcifrons
- Curculio sulcirostris
- Curculio sulculus
- Curculio sulfurifer
- Curculio sulphuratus
- Curculio sulphurifer
- Curculio sumptuosus
- Curculio surinamensis
- Curculio sus
- Curculio suspiciosus
- Curculio suturaalba
- Curculio suturalis
- Curculio suturatus
- Curculio syngenesiae
- Curculio syriacus
- Curculio tabecula
- Curculio tabidus
- Curculio taciobanus
- Curculio taeniatus
- Curculio takabayashii
- Curculio t-album
- Curculio tamarisci
- Curculio tardus
- Curculio tauriculus
- Curculio taurus
- Curculio tempestivus
- Curculio tenebricosus
- Curculio tenebriodes
- Curculio tenebrioides
- Curculio tenuesparsus
- Curculio tenuirostris
- Curculio teres
- Curculio tereticollis
- Curculio teretirostris
- Curculio terlineatus
- Curculio terminatus
- Curculio ternatensis
- Curculio tersus
- Curculio tesselatus
- Curculio tessellata
- Curculio tessellatus
- Curculio tessulatus
- Curculio testaceus
- Curculio testipes
- Curculio teter
- Curculio tetragrammus
- Curculio teutonus
- Curculio thapsus
- Curculio thaumaturgus
- Curculio thoracespinosus
- Curculio thoracicus
- Curculio thunbergi
- Curculio thunbergii
- Curculio tibialis
- Curculio tigratus
- Curculio tigrinus
- Curculio tigris
- Curculio timida
- Curculio timidus
- Curculio tomentiger
- Curculio tomentosus
- Curculio tonkinensis
- Curculio torquatus
- Curculio torridus
- Curculio tortrix
- Curculio tottus
- Curculio tragiae
- Curculio transmarinus
- Curculio transparens
- Curculio transvaalense
- Curculio transversalis
- Curculio transversealbofasciatus
- Curculio transversofasciatus
- Curculio transversovittatus
- Curculio transversus
- Curculio tredecimpunctatus
- Curculio tremulae
- Curculio triangular
- Curculio triangularis
- Curculio tribuloides
- Curculio tribulus
- Curculio tricinctus
- Curculio tricolor
- Curculio tridens
- Curculio trifasciatus
- Curculio trifolii
- Curculio triguttatus
- Curculio trilineatus
- Curculio trimaculatus
- Curculio trinotatus
- Curculio tripunctatus
- Curculio tristis
- Curculio trisulcatus
- Curculio trivialis
- Curculio troglodytes
- Curculio tropicalis
- Curculio truncatulus
- Curculio truncatus
- Curculio trunculus
- Curculio tuber
- Curculio tuberculatus
- Curculio tuberculosus
- Curculio tuberosus
- Curculio tubulatus
- Curculio tumidirostris
- Curculio turbatus
- Curculio turgidus
- Curculio tuteicornis
- Curculio typhae
- Curculio ulicis
- Curculio ulmi
- Curculio umbellatarum
- Curculio umbratilis
- Curculio undatus
- Curculio undulatus
- Curculio ungaricus
- Curculio unicolor
- Curculio unifasciatus
- Curculio uniformis
- Curculio uniguttatus
- Curculio unipunctatus
- Curculio urbanus
- Curculio ursus
- Curculio urticae
- Curculio urticarius
- Curculio ussuriensis
- Curculio utensis
- Curculio uva
- Curculio uvarius
- Curculio vacca
- Curculio vagans
- Curculio vagifasciatus
- Curculio vaginalis
- Curculio vagus
- Curculio valens
- Curculio valgus
- Curculio valida
- Curculio validus
- Curculio vanellus
- Curculio vanus
- Curculio variabilis
- Curculio varians
- Curculio varicosus
- Curculio variegatipes
- Curculio variegatus
- Curculio variesculptus
- Curculio variolosus
- Curculio varius
- Curculio vastator
- Curculio vau
- Curculio velox
- Curculio venosus
- Curculio venustus
- Curculio wenzeli
- Curculio verbasci
- Curculio verecundus
- Curculio vernalis
- Curculio verrirostris
- Curculio verruca
- Curculio verrucosus
- Curculio versicolor
- Curculio vespertinus
- Curculio vethianus
- Curculio vetula
- Curculio viator
- Curculio vibex
- Curculio viciae
- Curculio victoriensis
- Curculio viduus
- Curculio viennensis
- Curculio vilis
- Curculio williamsi
- Curculio villosa
- Curculio villosulus
- Curculio villosus
- Curculio viminalis
- Curculio violaceus
- Curculio violascens
- Curculio virens
- Curculio virescens
- Curculio virgaureae
- Curculio virginalis
- Curculio virginicus
- Curculio virgo
- Curculio viridanus
- Curculio viridarius
- Curculio virideaeris
- Curculio viridescens
- Curculio viridicollis
- Curculio viridinitens
- Curculio viridipennis
- Curculio viridis
- Curculio viridisericeus
- Curculio viscariae
- Curculio visus
- Curculio vitis
- Curculio vittatus
- Curculio vitulus
- Curculio viverra
- Curculio volvulus
- Curculio vorax
- Curculio vulgus
- Curculio vulneratus
- Curculio x-album
- Curculio x-pallidum
- Curculio ypsilon
- Curculio ypsylon
- Curculio yunnanus
- Curculio zamiae
- Curculio zebra
- Curculio zebrae
- Curculio zoilus
- Curculio zonatus